# Доле-при-Шкофліці
Доле-при-Шкофліці (словен. Dole pri Škofljici) — поселення в общині Шкофліца, Осреднєсловенський регіон, Словенія. 
Висота над рівнем моря: 312,4 м.